# Andrena paraulica
Andrena paraulica là một loài Hymenoptera trong họ Andrenidae. Loài này được Hedicke mô tả khoa học năm 1940.